# James Rudolph Garfield
James Rudolph Garfield (ur. 17 października 1865 w Hiram w stanie Ohio, zm. 24 marca 1950 w Cleveland) – amerykański polityk, w  latach 1907–1909 sekretarz Departamentu Zasobów Wewnętrznych Stanów Zjednoczonych w gabinecie prezydenta Theodore'a Roosevelta, syn 20. prezydenta Stanów Zjednoczonych Jamesa Garfielda.

## Życiorys

### Wczesne życie

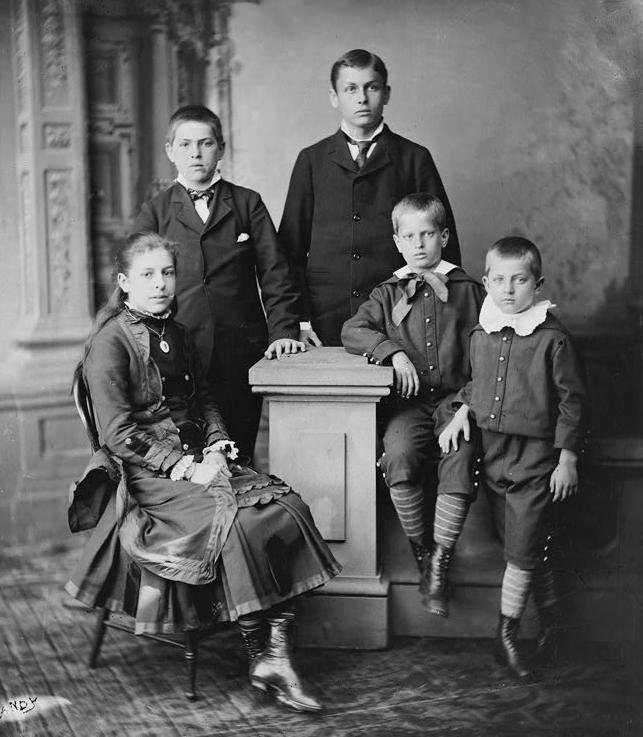
James Rudolph Garfield (pierwszy z lewej) z rodzeństwem, ok. 1873

Urodził się 17 października 1865 w Hiram jako drugi syn i trzecie z siedmiorga dzieci Lucretii i Jamesa Garfieldów. Jako dziecko miał trudny charakter - Lucretia przyznawała, że ciężko było jej być wobec niego cierpliwą. W przeciwieństwie do brata, Harry'ego, był porywczy i niepracowity, jednak uczył się szybciej, choć skłaniał się bardziej ku aktywnościom sportowym; uprawiał jeździectwo, baseball, futbol amerykański oraz tenis. Przed objęciem urzędu przez ojca, uczęszczał do St. Paul's School w Concord.

#### Zamach na ojca
James i Harry byli z ojcem w Białym Domu rano 2 lipca 1881. Ich matka i młodsze rodzeństwo były w New Jersey, ale plan zakładał, że tego dnia spotkają się, aby pojechać do Williams College, gdzie obaj młodzi mężczyźni mieli zostać zapisani. Harry i James pojechali z ojcem na stację kolejową w osobnym wagonie. Gdy na dworcu usłyszeli strzały i udali się w ich kierunku, ujrzeli ojca wykrwawiającego się na podłodze  poczekalni.

#### Wykształcenie
Po śmierci ojca, Garfield studiował w Williams College. W 1885 uzyskał tytuł licencjata, a po ukończeniu college'u w czerwcu tego roku, rozpoczął naukę w Columbia Law School. W 1888 wraz z bratem Harrym założył kancelarię prawniczą Garfield and Garfield.

### Kariera polityczna

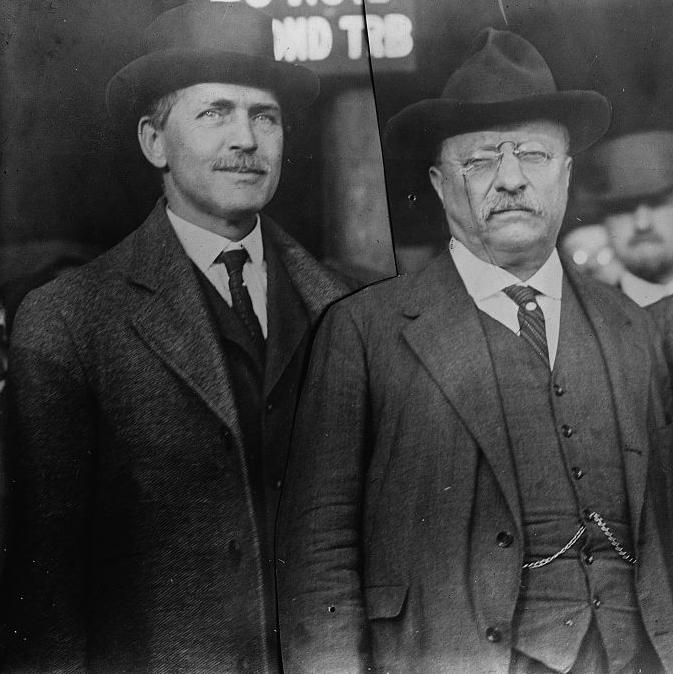
Garfield z Theodore'em Rooseveltem (1910)

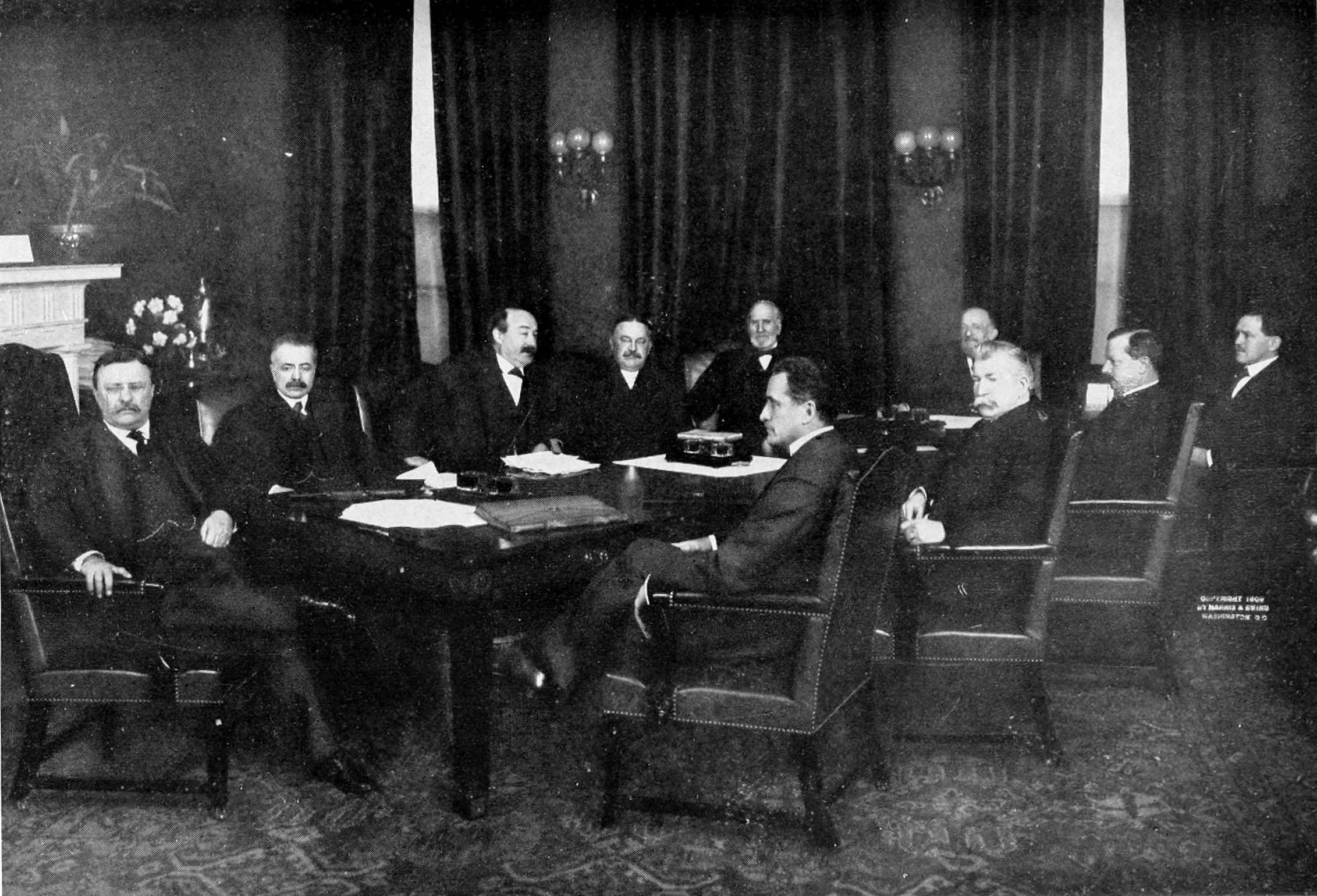
Garfield (pierwszy z prawej) z członkami gabinetu Roosevelta (1909)

Ze wszystkich synów prezydenta Garfielda, James był najbardziej zaangażowany w politykę. Od stycznia 1896 do 1900 Garfield zasiadał w Senacie stanu Ohio. W 1902 prezydent Theodore Roosevelt mianował go członkiem Komisji Służby Cywilnej Stanów Zjednoczonych, która została utworzona wskutek zamachu na jego ojca. W latach 1903-1907 pełnił funkcję komisarza ds. korporacji w Departamencie Handlu i Pracy. W latach 1907-1909 zasiadał w gabinecie Theodore'a Roosevelta jako sekretarz Departamentu Zasobów Wewnętrznych Stanów Zjednoczonych. Uważany przez wielu za najlepszego sekretarza spraw wewnętrznych tamtych czasów, Garfield zmodernizował departament, przewodził działaniom Roosevelta na rzecz oszczędzania zasobów publicznych i był aktywny w sprawach Indian amerykańskich.

### Późniejsze życie i śmierć
Po opuszczeniu urzędu 4 marca 1909 powrócił do swojej kancelarii w Cleveland. W 1930 Helen zmarła w wypadku samochodowym, a Garfield po jej śmierci zamieszkał z bratem Abramem w Bratenahl. 

#### Przybrana rodzina
Od lat zerowych Garfield utrzymywał stosunki z rodziną Bernarda Jamesa, wojskowego attaché w brytyjskiej ambasadzie w Waszyngtonie. W czerwcu 1940, po zajęciu przez III Rzeszę Francji i w obliczu zagrożenia inwazją Niemiec na Wielką Brytanię, Angela James, wdowa po attaché napisała do Garfielda z prośbą, czy ten na czas wojny przyjąłby jej dzieci i wnuki do siebie. Garfield wyraził zgodę i 8 lipca do jego domu przybyło łącznie dziesięcioro dzieci, z którymi bardzo się zżył, czyniąc je swoją przybraną rodziną.

Garfield zmarł 24 marca 1950, został pochowany obok Helen na cmentarzu w Mentor.

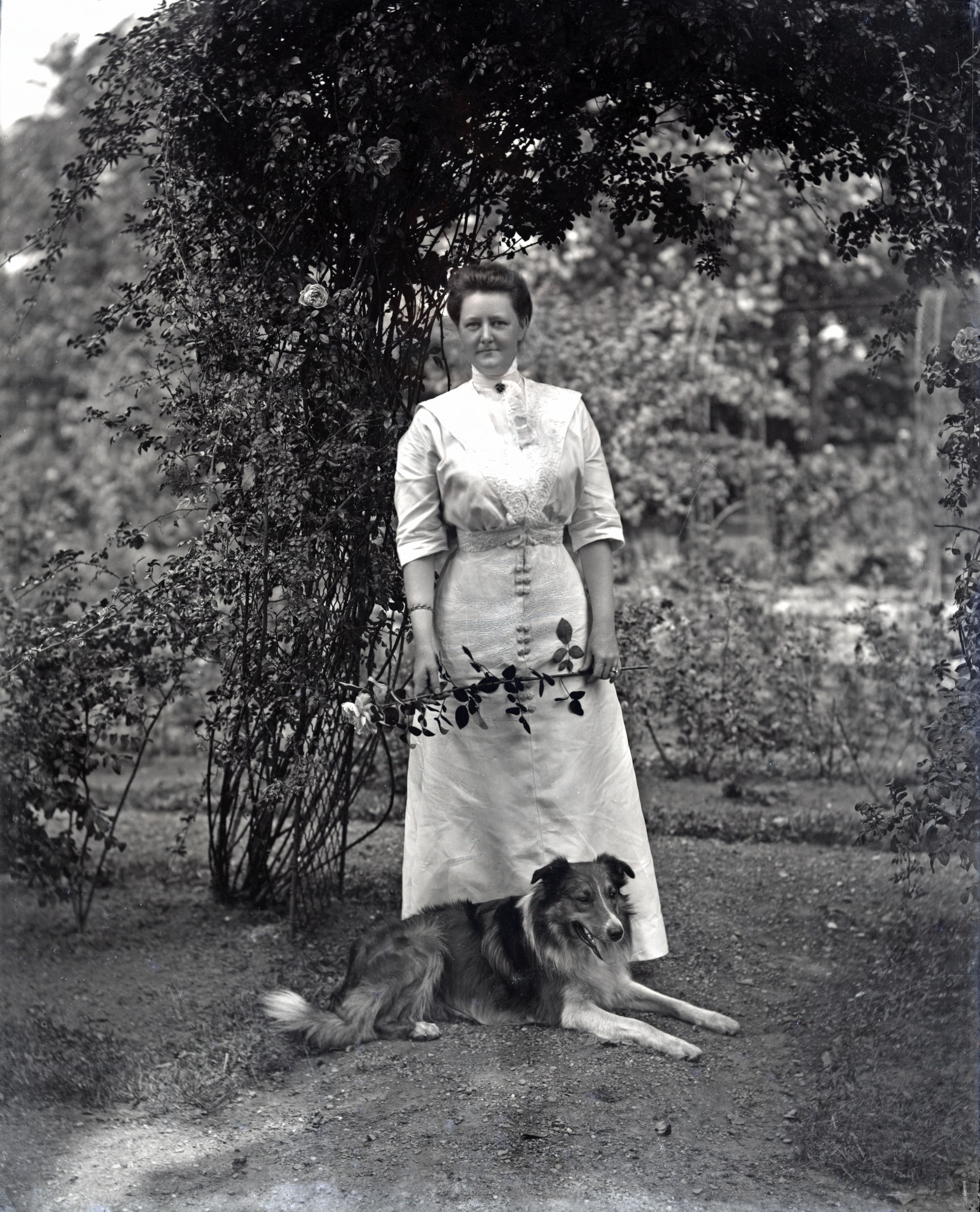
Helen Newell (1911)

## Życie prywatne
W 1885 poznał Helen Newell - przyjaciółkę Belle Hartford Mason, żony Harry'ego. 30 grudnia 1890 w Chicago Garfield zawarł z nią związek małżeński. Helen miała dobry wpływ na charakter męża, a on sam twierdził, że dzięki niej staje się lepszym człowiekiem. Doczekali się czterech synów: Johna Newella (ur. 3 lutego 1892), Jamesa Abrahama II (ur. 18 kwietnia 1894), Newella (ur. 1 sierpnia 1895) oraz Rudolpha Hillsa (ur. 13 września 1899).